# Elevation Tour

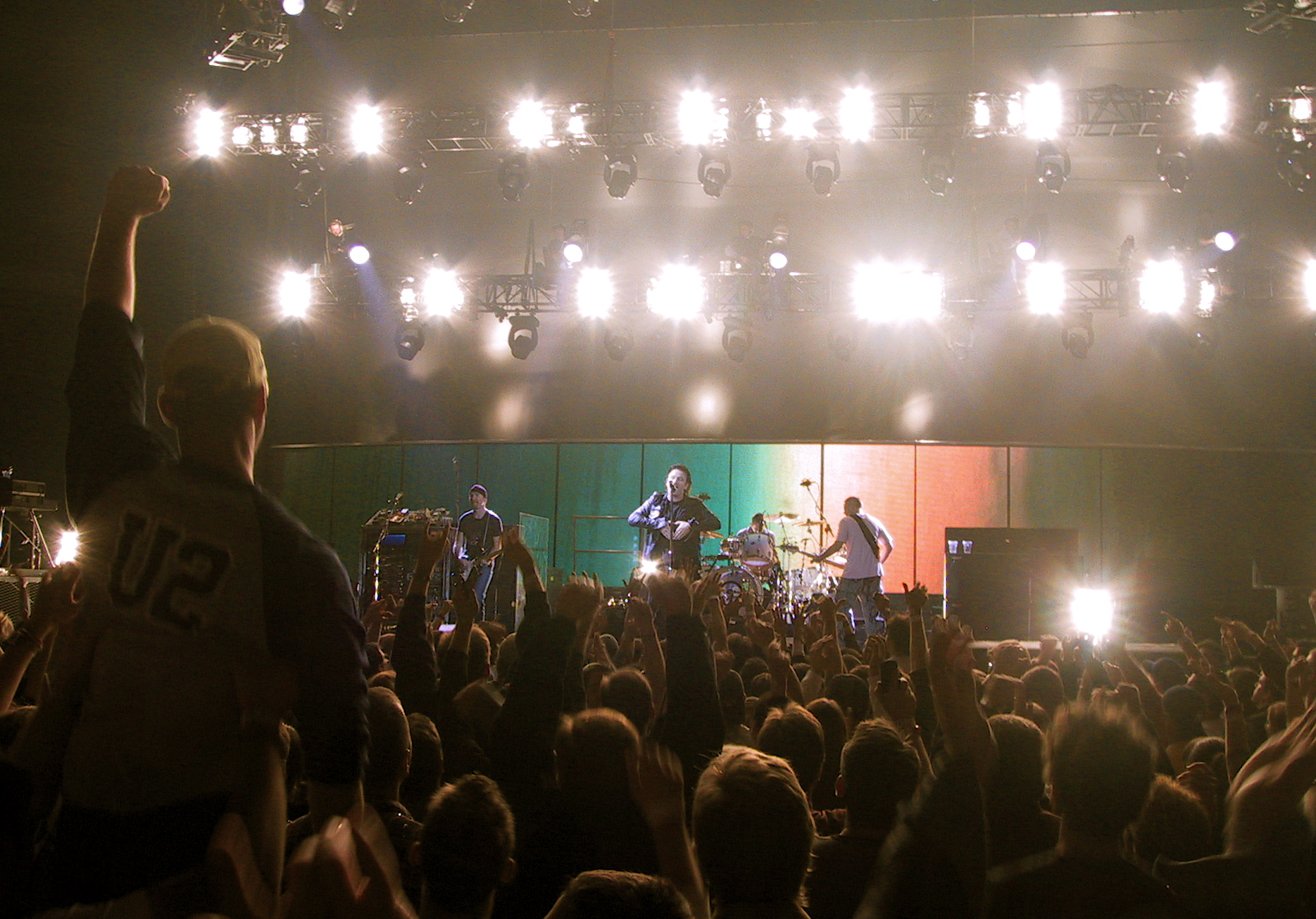
Concerto

L'Elevation Tour è stato il tredicesimo tour mondiale della rock band irlandese degli U2. Lanciato in supporto dell'album All That You Can't Leave Behind, il tour ha fatto tappa per tutto il 2001 nelle maggiori arene del Nord America e dell'Europa per un totale di 113 concerti, fatta eccezione per gli show outdoor fatti allo Slane Castle in Irlanda, allo Stadio delle Alpi di Torino e a Berlino.
La prima parte dell'Elevation Tour ha avuto inizio il 24 marzo 2001 da Sunrise (Florida) per concludersi a East Rutherford il 22 giugno e ha visitato le arene di Stati Uniti d'America e Canada. La seconda parte, attraverso l'Europa, ha avuto inizio il 6 luglio a Copenaghen per concludersi al Castello di Slane il 1º settembre. Durante i concerti londinesi il frontman degli U2, Bono Vox, perde suo padre, morto di cancro all'età di 75 anni.. Nella terza e ultima parte gli U2 sono tornati nel Nord America tra il 10 ottobre e il 2 dicembre 2001.
I concerti iniziano sempre con il potente duo Elevation-Beautiful Day e la canzone Bad appare con molta regolarità. La terza parte del tour è iniziata dopo gli attacchi dell'11 settembre. Gli U2 inizialmente l'avevano cancellata proprio in seguito agli attentati ma poi decisero di ripristinarla. Furono la prima band a tornare negli Stati Uniti d'America dopo quei tragici eventi.
Dal tour sono stati tratti due DVD: il primo uscito nel 2001 e Elevation 2001: U2 Live from Boston, il secondo è U2 Go Home - Live from Slane Castle Ireland uscito nel novembre 2003.

## Il design del palco
Il palco dell'Elevation Tour è stato progettato da Willie Williams. A differenza dei precedenti ZooTV Tour e PopMart Tour, l'Elevation ha un design più semplice e intimo e presenta un B-stage a forma di cuore che si estende dalla parte principale del palco, sul quale la band può camminare.

## Il concerto al Super Bowl
Dopo la fine del tour, gli U2 tornarono negli Stati Uniti d'America per un ultimo show. La band infatti eseguì tre brani durante l'intervallo del XXXVI Super Bowl che si giocò il 3 febbraio 2002 al Louisiana Superdome di New Orleans. Il concerto si aprì con Beautiful Day, e il leader degli U2 Bono salì sul palco dopo aver attraversato la folla in delirio. La seconda canzone suonata è stata MLK, ma il momento più emozionante dello show si è avuto durante la terza e ultima canzone, Where the Streets Have No Name. I nomi delle vittime dell'11 settembre furono fatti scorrere su un telo che verso la fine della canzone fu fatto cadere a simboleggiare il crollo delle Torri Gemelle. Al termine dello show Bono aprì la sua giacca con la bandiera americana stampata all'interno. Tale performance è stata votata nel 2009 come la migliore esibizione di tutti i tempi nella storia degli show di un Superbowl.

## Scaletta
Scaletta tipo dei concerti dell'Elevation Tour.
1. Elevation
2. Beautiful Day
3. Until the End of the World
4. New Year's Day
5. Kite
6. Gone
7. New York
8. I Will Follow
9. Sunday Bloody Sunday
10. Stuck In A Moment You Can't Get Out Of
11. In a Little While
12. Desire
13. Stay (Faraway, So Close!)
14. Bad
15. Where the Streets Have No Name
16. Mysterious Ways
17. The Fly
18. Bullet The Blue Sky
19. With Or Without You
20. One
21. Walk On

### Canzoni suonate[3]
| Boy (1980)                             | I Will Follow (73) - Out Of Control (36) |
| October (1981)                         | |
| War (1983)                             | Sunday Bloody Sunday (113) - New Year's Day (80) |
| The Unforgettable Fire (1984)          | Pride (In The Name Of Love) (87) - Bad (81) - A Sort Of Homecoming (2) |
| The Joshua Tree (1987)                 | Where The Streets Have No Name (113) - Bullet The Blue Sky (112) - With Or Without You (85) - I Still Haven't Found What I'm Looking For (30) - In God's Country (3)                                          |
| Rattle And Hum (1988)                  | Desire (53) - All I Want Is You (31) - Angel Of Harlem (28) |
| Achtung Baby (1991)                    | One (113) - Until The End Of The World (112) - Mysterious Ways (88) - The Fly (68) - Even Better Than The Real Thing (10)                                                                                     |
| Zooropa (1993)                         | Stay (Faraway, So Close!) (48) |
| Original Soundtracks 1 (1995)          | |
| Pop (1997)                             | Gone (51) - Please (23) - Wake Up Dead Man (23) - Discothèque (18) - Staring At The Sun (16) |
| All That You Can't Leave Behind (2000) | Beautiful Day (113) - Elevation (113) - Stuck In A Moment You Can't Get Out Of (113) - Walk On (112) - New York (110) - Kite (98) - In A Little While (59) - Wild Honey (11) - Peace On Earth (3)             |
| Non-album singles                      | Sweetest Thing (29) - The Ground Beneath Her Feet (25) - 11 O'Clock Tick Tock (7) |
| B-sides                                | Party Girl (4) - Slow Dancing (2) - Spanish Eyes (1) |
| Inediti                                | We Love You (1) |
| Cover                                  | What's Going On (30) - I Remember You (10) - People Get Ready (8) - Knockin' On Heaven's Door (4) - My Sweet Lord (2) - All Along The Watchtower (1) - Dancing In The Moonlight (1) - I Shall Be Released (1) |

## Formazione

### U2
- Bono - voce, chitarra semiacustica (Gone, I Will Follow, One, Walk On, 11 O'Clock Tick Tock), chitarra acustica (Kite), armonica a bocca (Desire), shaker (Stuck in a Moment You Can't Get Out Of), pianoforte (The Sweetest Thing)
- The Edge - cori, chitarra elettrica, chitarra acustica (Stay (Faraway, So Close!)), pianoforte (New Year's Day)
- Adam Clayton - basso (eccetto Stay (Faraway, So Close!))
- Larry Mullen Jr. - batteria (eccetto Stay (Faraway, So Close!))

## Date del tour
| Nord America I    |                   |             |                                           |
| 24 marzo 2001     | Sunrise           | Stati Uniti | National Car Rental Center                |
| 26 marzo 2001     | Sunrise           | Stati Uniti | National Car Rental Center                |
| 29 marzo 2001     | Charlotte         | Stati Uniti | Charlotte Coliseum                        |
| 30 marzo 2001     | Atlanta           | Stati Uniti | Philips Arena                             |
| 2 aprile 2001     | Houston           | Stati Uniti | Compaq Center                             |
| 3 aprile 2001     | Dallas            | Stati Uniti | Reunion Arena                             |
| 6 aprile 2001     | Denver            | Stati Uniti | Pepsi Center                              |
| 9 aprile 2001     | Calgary           | Canada      | Pengrowth Saddledome                      |
| 10 aprile 2001    | Calgary           | Canada      | Pengrowth Saddledome                      |
| 12 aprile 2001    | Tacoma            | Stati Uniti | Tacoma Dome                               |
| 13 aprile 2001    | Vancouver         | Canada      | General Motors Place                      |
| 15 aprile 2001    | Portland          | Stati Uniti | Rose Garden Arena                         |
| 17 aprile 2001    | San Diego         | Stati Uniti | San Diego Sports Arena                    |
| 19 aprile 2001    | San Jose          | Stati Uniti | HP Pavilion                               |
| 20 aprile 2001    | San Jose          | Stati Uniti | HP Pavilion                               |
| 23 aprile 2001    | Anaheim           | Stati Uniti | Arrowhead Pond                            |
| 24 aprile 2001    | Anaheim           | Stati Uniti | Arrowhead Pond                            |
| 26 aprile 2001    | Anaheim           | Stati Uniti | Arrowhead Pond                            |
| 28 aprile 2001    | Phoenix           | Stati Uniti | America West Arena                        |
| 1º maggio 2001    | Minneapolis       | Stati Uniti | Target Center                             |
| 3 maggio 2001     | Cleveland         | Stati Uniti | Gund Arena                                |
| 4 maggio 2001     | Lexington         | Stati Uniti | Rupp Arena                                |
| 6 maggio 2001     | Pittsburgh        | Stati Uniti | Mellon Arena                              |
| 7 maggio 2001     | Columbus          | Stati Uniti | Nationwide Arena                          |
| 9 maggio 2001     | Milwaukee         | Stati Uniti | Bradley Center                            |
| 10 maggio 2001    | Indianapolis      | Stati Uniti | Conseco Fieldhouse                        |
| 12 maggio 2001    | Chicago           | Stati Uniti | United Center                             |
| 13 maggio 2001    | Chicago           | Stati Uniti | United Center                             |
| 15 maggio 2001    | Chicago           | Stati Uniti | United Center                             |
| 16 maggio 2001    | Chicago           | Stati Uniti | United Center                             |
| 24 maggio 2001    | Toronto           | Canada      | Air Canada Centre                         |
| 25 maggio 2001    | Toronto           | Canada      | Air Canada Centre                         |
| 27 maggio 2001    | Montréal          | Canada      | Centre Bell                               |
| 28 maggio 2001    | Montréal          | Canada      | Centre Bell                               |
| 30 maggio 2001    | Auburn Hills      | Stati Uniti | The Palace of Auburn Hills                |
| 31 maggio 2001    | Buffalo           | Stati Uniti | HSBC Arena                                |
| 2 giugno 2001     | Albany            | Stati Uniti | Times Union Center                        |
| 3 giugno 2001     | Hartford          | Stati Uniti | XL Center                                 |
| 5 giugno 2001     | Boston            | Stati Uniti | TD Garden                                 |
| 6 giugno 2001     | Boston            | Stati Uniti | TD Garden                                 |
| 8 giugno 2001     | Boston            | Stati Uniti | TD Garden                                 |
| 9 giugno 2001     | Boston            | Stati Uniti | TD Garden                                 |
| 11 giugno 2001    | Filadelfia        | Stati Uniti | Wachovia Center                           |
| 12 giugno 2001    | Filadelfia        | Stati Uniti | Wachovia Center                           |
| 14 giugno 2001    | Washington        | Stati Uniti | Verizon Center                            |
| 15 giugno 2001    | Washington        | Stati Uniti | Verizon Center                            |
| 17 giugno 2001    | New York          | Stati Uniti | Madison Square Garden                     |
| 19 giugno 2001    | New York          | Stati Uniti | Madison Square Garden                     |
| 21 giugno 2001    | East Rutherford   | Stati Uniti | Continental Airlines Arena                |
| 22 giugno 2001    | East Rutherford   | Stati Uniti | Continental Airlines Arena                |
| Europa            |                   |             |                                           |
| 6 luglio 2001     | Copenaghen        | Danimarca   | Forum København                           |
| 7 luglio 2001     | Copenaghen        | Danimarca   | Forum København                           |
| 9 luglio 2001     | Stoccolma         | Svezia      | Ericsson Globe                            |
| 10 luglio 2001    | Stoccolma         | Svezia      | Ericsson Globe                            |
| 12 luglio 2001    | Colonia           | Germania    | Lanxess Arena                             |
| 13 luglio 2001    | Colonia           | Germania    | Lanxess Arena                             |
| 15 luglio 2001    | Monaco di Baviera | Germania    | Olympiahalle                              |
| 17 luglio 2001    | Parigi            | Francia     | Palais omnisports de Paris-Bercy          |
| 18 luglio 2001    | Parigi            | Francia     | Palais omnisports de Paris-Bercy          |
| 21 luglio 2001    | Torino            | Italia      | Stadio delle Alpi                         |
| 23 luglio 2001    | Zurigo            | Svizzera    | Hallenstadion                             |
| 24 luglio 2001    | Zurigo            | Svizzera    | Hallenstadion                             |
| 26 luglio 2001    | Vienna            | Austria     | Wiener Stadthalle                         |
| 27 luglio 2001    | Vienna            | Austria     | Wiener Stadthalle                         |
| 29 luglio 2001    | Berlino           | Germania    | Waldbühne                                 |
| 31 luglio 2001    | Arnhem            | Paesi Bassi | Gelredome                                 |
| 1º agosto 2001    | Arnhem            | Paesi Bassi | Gelredome                                 |
| 3 agosto 2001     | Arnhem            | Paesi Bassi | Gelredome                                 |
| 5 agosto 2001     | Anversa           | Belgio      | Sportpaleis                               |
| 6 agosto 2001     | Anversa           | Belgio      | Sportpaleis                               |
| 8 agosto 2001     | Barcellona        | Spagna      | Palau Sant Jordi                          |
| 11 agosto 2001    | Manchester        | Inghilterra | Evening News Arena                        |
| 12 agosto 2001    | Manchester        | Inghilterra | Evening News Arena                        |
| 14 agosto 2001    | Birmingham        | Inghilterra | National Exhibition Centre                |
| 15 agosto 2001    | Birmingham        | Inghilterra | National Exhibition Centre                |
| 18 agosto 2001    | Londra            | Inghilterra | Earls Court Exhibition Centre             |
| 19 agosto 2001    | Londra            | Inghilterra | Earls Court Exhibition Centre             |
| 21 agosto 2001    | Londra            | Inghilterra | Earls Court Exhibition Centre             |
| 22 agosto 2001    | Londra            | Inghilterra | Earls Court Exhibition Centre             |
| 25 agosto 2001    | Slane             | Irlanda     | Slane Castle                              |
| 27 agosto 2001    | Glasgow           | Scozia      | Scottish Exhibition and Conference Centre |
| 28 agosto 2001    | Glasgow           | Scozia      | Scottish Exhibition and Conference Centre |
| 1º settembre 2001 | Slane             | Irlanda     | Slane Castle                              |
| Nord America II   |                   |             |                                           |
| 10 ottobre 2001   | Notre Dame        | Stati Uniti | Edmund P. Joyce Center                    |
| 12 ottobre 2001   | Montréal          | Canada      | Centre Bell                               |
| 13 ottobre 2001   | Hamilton          | Canada      | Copps Coliseum                            |
| 15 ottobre 2001   | Chicago           | Stati Uniti | United Centre                             |
| 16 ottobre 2001   | Chicago           | Stati Uniti | United Centre                             |
| 19 ottobre 2001   | Baltimora         | Stati Uniti | 1st Mariner Arena                         |
| 24 ottobre 2001   | New York City     | Stati Uniti | Madison Square Garden                     |
| 25 ottobre 2001   | New York City     | Stati Uniti | Madison Square Garden                     |
| 27 ottobre 2001   | New York City     | Stati Uniti | Madison Square Garden                     |
| 28 ottobre 2001   | East Rutherford   | Stati Uniti | Continental Airlines Arena                |
| 30 ottobre 2001   | Providence        | Stati Uniti | Dunkin' Donuts Center                     |
| 31 ottobre 2001   | Providence        | Stati Uniti | Dunkin' Donuts Center                     |
| 2 novembre 2001   | Filadelfia        | Stati Uniti | Wachovia Center                           |
| 5 novembre 2001   | Austin            | Stati Uniti | Frank Erwin Center                        |
| 7 novembre 2001   | Denver            | Stati Uniti | Pepsi Centre                              |
| 9 novembre 2001   | Salt Lake City    | Stati Uniti | EnergySolutions Arena                     |
| 12 novembre 2001  | Los Angeles       | Stati Uniti | Staples Center                            |
| 13 novembre 2001  | Los Angeles       | Stati Uniti | Staples Center                            |
| 15 novembre 2001  | Oakland           | Stati Uniti | Oracle Arena                              |
| 16 novembre 2001  | Oakland           | Stati Uniti | Oracle Arena                              |
| 18 novembre 2001  | Paradise          | Stati Uniti | Thomas and Mack Center                    |
| 19 novembre 2001  | Los Angeles       | Stati Uniti | Staples Center                            |
| 20 novembre 2001  | Sacramento        | Stati Uniti | ARCO Arena                                |
| 23 novembre 2001  | Phoenix           | Stati Uniti | America West Arena                        |
| 25 novembre 2001  | Dallas            | Stati Uniti | Reunion Arena                             |
| 27 novembre 2001  | Kansas City       | Stati Uniti | Kemper Arena                              |
| 28 novembre 2001  | Saint Louis       | Stati Uniti | Scottrade Center                          |
| 30 novembre 2001  | Atlanta           | Stati Uniti | Philips Arena                             |
| 1º dicembre 2001  | Tampa             | Stati Uniti | St. Pete Times Forum                      |
| 2 dicembre 2001   | Miami             | Stati Uniti | AmericanAirlines Arena                    |